# Simopteryx portentosa
Simopteryx portentosa là một loài bướm đêm trong họ Geometridae.